# Ріп ван Вінкль (новела, 1819)
«Ріп ван Вінкль» (англ. Rip Van Winkle) — новела американського письменника Вашингтона Ірвінга 1819 року з однойменним головним героєм (літератор підписав свій твір псевдонімом «Дітріх Нікербокер» (англ. Dietrich Knickerbocker).
Ріп ван Вінкль — мешканець селища поблизу Нью-Йорка, голландець, який проспав 20 років в американських горах і спустився звідти, коли всі його знайомі померли. Цей образ став символом людини, що геть відстала від часу та даремно проґавила своє життя.

## Сюжет

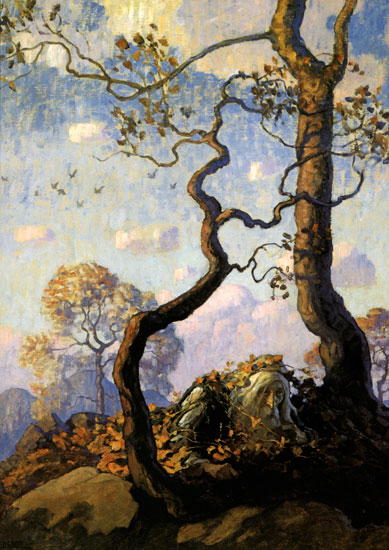
Пробудження Ріпа ван Вінкля. Картина Ньюелла Конверса Ваєта, 1921 р.

Ріп ван Вінкль народився в першій половині XVIII століття в старому голландському селі в сточищі річки Гудзон біля відрогів Аппалачів — Катскілльських гір. Там він і вікував — і був добропорядним підданцем англійського короля Георга III. Дружина ван Вінкля мала сварливу вдачу й діймала чоловіка навіть у пабі, де він полюбляв відбувати час у празних теревенях із друзями. Єдиною нагодою втекти від своєї пари було полювання.
Однієї зимової днини на початку 1760-х років, знуджений скигленням дружини, ван Вінкль бродив горами з мушкетом і своїм собакою на прізвисько Вовк. Він вирішив видертись на найвищу гору, аж раптом почув, як його хтось кличе на ім'я. Ріп побачив незнайомця в застарілому голландському одязі. Він ніс барило на пагорб та прохав допомоги. Ріп пристав на це, і разом вони винесли барило в долину, якою лунав гуркіт: гурт ошатних, але мовчазних бороданів грав у кеглі. Ріп не питав, хто вони і звідки вони знають його ім'я. Вони пригостили зайду алкоголем, і незабаром Ріп заснув.
Прокинувшись уранці після частунку в горах і підібравши мушкета, який невідомим чином заіржавів, він не знайшов ні собаки, ні долини, ні стежки, якою прийшов — на її місці був гірський потік.
У рідному селі, що теж неабияк змінилося, його ніхто не впізнав — він перетворився на старигана. Селяни запитали за кого він голосував, і ван Вінкль відповів, що за короля. Його домівка виявилася зруйнована, всі знайомі померли, а замість портрета короля Георга III на стінах висів Джордж Вашингтон. Ван Вінкль зустрів молодого чоловіка, схожого на нього самого колишнього, що мав таке ж ім’я та манери. Це виявився його син, а потім знайшлася і дочка. Вона розповіла, що її батько пропав безвісти 20 років тому. Ріп дізнався, що його дружина вже давно померла, але не засмутився цією новиною. Бажаючи довідатися що сталося в горах, він з'ясував, що люди, яких він зустрів там, за чутками, були привидами екіпажу корабля «Галве Мейн», капітаном якого був англійський морський дослідник Генрі Гудзон.
Донька поселила Ріпа ван Вінкля в себе вдома, і незабаром він повертається до свого звичайного неробства і став розповідати свою історію кожному незнайомцю, який відвідував село. Нідерландські поселенці, особливо діти, казали, що щоразу, коли лунає грім, люди в горах грають у кеглі.

## Передісторія

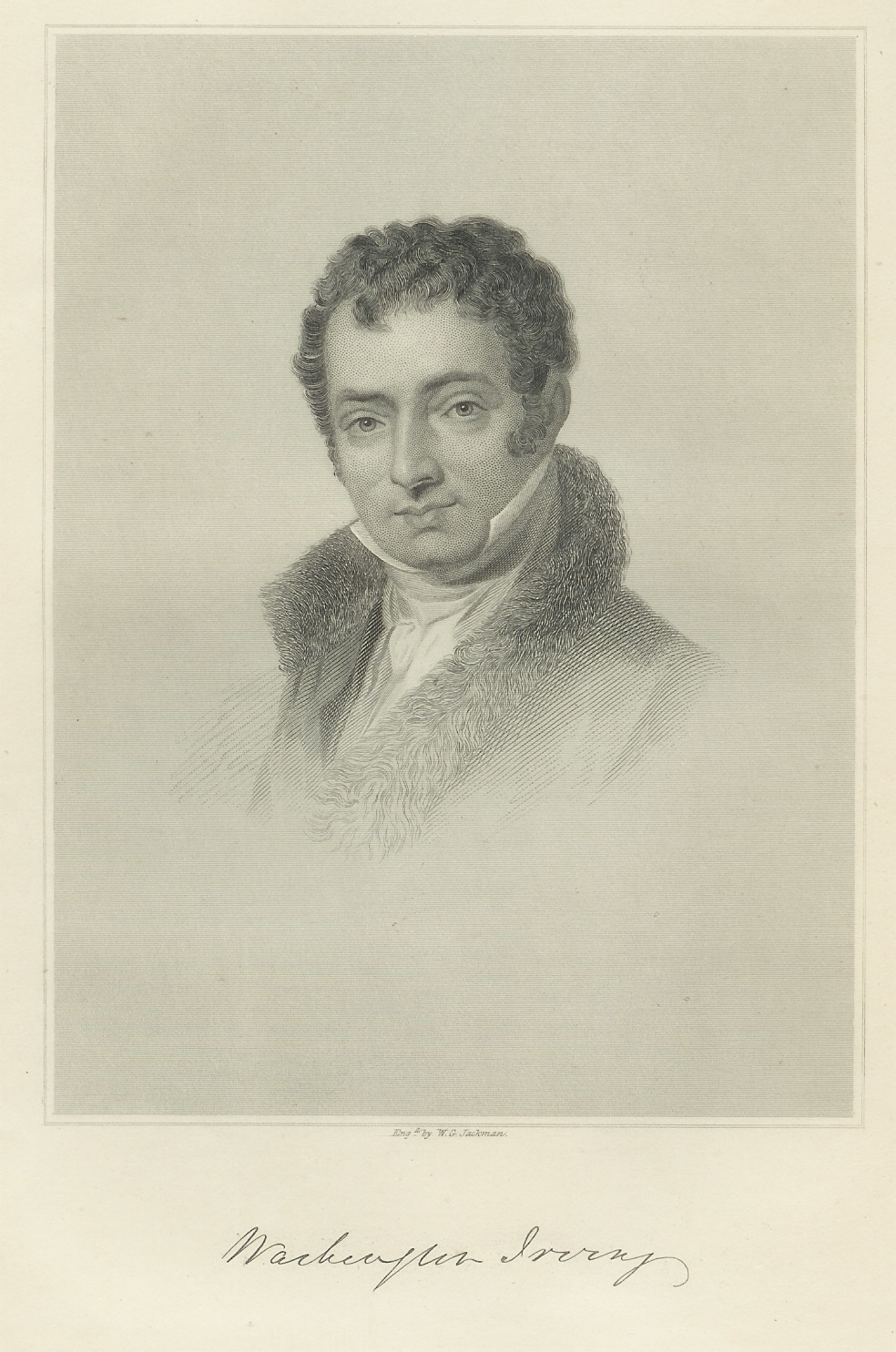
Вашингтон Ірвінг у 1820 році.
Гравюра за картиною Гілберта Стюарта Ньютона

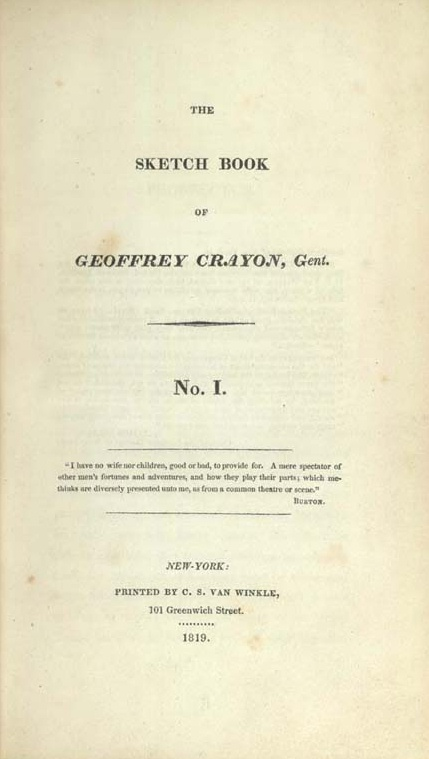
Перше видання «Книги ескізів», що містила новелу

«Ріп ван Вінкль» є однією з новел збірки «Книга нарисів Джеффрі Крайона, джентльмена», написаної Ірвінгом протягом 1818-19 рр., — у не найкращі роки життя. 1815 року письменник переїхав до Ліверпуля, аби влаштуватися в брата керівником англійської філії родинної венчурної фірми. Та попри всі намагання він не зумів запобігти занепаду, а відтак і розоренню компанії 1818 року. Зазнавши з братами фіаско, Ірвінг оголосив про своє банкрутство. Опинившись на чужині без грошей, він упав у тяжку депресію. Урешті злидні підштовхнули пригніченого Ірвінга на підробіток письменництвом, хоча особливого натхнення він не відчував.
Мешкав він тоді в англійському Бірмінгемі в домі своєї сестри Сари ван Ворт (англ. Sarah Van Wart) та її чоловіка — Генрі ван Ворта (англ. Henry Van Wart). Одного червневого вечора 1818 року літератор разом із своїм швагром (згадували обидва) віддався ностальгічним споминам про щасливі молодечі дні посеред сільської ідилії в долині Гудзона. Аж раптом воскреслі в пам'яті образи збудили у Вашингтона натхнення. Письменник підскочив, пішов у свою кімнату, де зачинився й невпинно писав усю ніч. За його словами, він почувався, як людина, що пробудилась від довгого сну. Уранці він вийшов у гарному настрої та презентував перший варіант оповідання родині Вортів за сніданком.
«Ріп ван Вінкль» був одним із перших творів Ірвінга, що потрапили до нової збірки. Письменник звернувся до свого брата Ебенезера по допомогу в публікації в Сполучених Штатах.

## Походження сюжету
Історії про чарівний непоясненний сон та подальше розбудження за багато років доволі часто зустрічаються у світовій культурі:
- Стародавня китайська легенда про дроворуба, який спостерігав високо в горах за мудрецями, що грають у го. Задивившись, він упав у транс, а опритомнівши, зрозумів, що обріс довгою бородою, а топорище його сокири пустило коріння.
- В одному з творів філософа-епікурейця Діогена Лаертського Епіменід, бувши юнаком, заснув у печері й 57 літ потому прокинувся постарілим.
- У Талмуді розповідається про Хоні Га-Меаґеля, який заснув після того, як спитав чоловіка, навіщо той саджає ріжкове дерево, що починає плодоносити лише за 70 років, а отже він не побачить плоди власної праці. Прокинувшись за 70 років, він знайшов плодоносне древо й виявив, що вже має онука. Та співмешканці не повірили його словам про дивоглядний сон. Тоді він помолився Богу і був узятий із цього світу.
- У християнському Переданні існує історія про сімох християнських юнаків з Ефеса, що їх гонили містяни за віру під час правління імператора Деція. Ховаючись від переслідувачів, вони поснули в печері. Прокинувшись приблизно два століття потому, — за Феодосія II, — вони побачили, що місто й уся держава увірували в Христа. Ця історія відбилася в ісламському епосі: одна із знаменитих Сур Корану, — Сура Аль-Кагф, — оповідає про гурт молодих монотеїстів, що рятувались у печері від переслідувань і поснули на сотні років. Ірвінг, який писав життєпис Мугаммеда, напевне був знайомий із цим переказом.

Нарешті, безпосередньо вплинути на задум письменника могли німецькі легенди на цей сюжет: «Пітер Клаус — вівчар» в обробці Йоганна Карла Крістофа Нахтігаля та «Карл Катц», приписуваний братам Грімм (де головний герой зустрічає гномів, що грають на гірському лузі в кеглі, — ті частують його зіллям, що присипляє Карла на сто років, даючи йому, таким чином, науку за лінощі). Окрім того, на Оркнейських островах дітям розповідають дещо подібне про курган Солт Ноу (англ. Salt Knowe), прилеглий до загадкового Кола Бродгара: п'яний скрипаль дорогою додому чує музику з кургану, він знаходить вхід, лізе під землю й опиняється на вечірці тролів; він залишається, грає впродовж двох годин, а коли вибирається звідти, виявляє, що минуло п'ятдесят літ. Тамтешні мешканці вірять, що їхня казка править за одне з джерел сюжету новели Ірвінга, адже його батько народився на одному з Оркнейських островів — Шепінсі (англ. Shapinsay), тож письменник напевне її чув.

## У мистецтві
- На сюжет новели були написані опера Джорджа Фредеріка Брістоу (1855, перша американська опера на американський сюжет), оперета Робера Планкетта (1882) та увертюра Джорджа Чедвіка.
- У 1896 році на студії Томаса Едісона була зафільмована ціла серія з кількох стрічок про Ріпа ван Вінкля.
- Пісня рок-гурту Belle and Sebastian «I Could Be Dreaming» містить цитату з оповідання.
- Ріп ван Вінкль — персонаж манґи «Хеллсінг»
- У пісні рок-гурту Phish мається рядок  «Sleeping all day, (Rip Van Winklin').» (буквальний переклад: «Увесь день спати (Ріп-ван-Вінклювати»).
- У братів Стругацьких у романі «Хвилі гасять вітер» у громадській організації «КомКон-2» серія розслідувань про людей, що зненацька пропадали й так само несподівано з'явилися, носила кодову назву «Ріп ван Вінкль».
- У другому альбомі рок-гурту Ween можна побачити трек під назвою «Sketches Of Winkle» («Нариси про Вінкля»), що відсилає як до самого оповідання, так і до збірки письменника, де воно міститься.
- У 2 серії 3 сезону американського телесеріалу «Доктор Хаус» доктор Кадді описує Грегорі Хаусу одужання пацієнта після уколу кортизола:

|  | «Усього один укол кортизола, і він прокинулся, як Ріп ван Вінкль». (англ. «I gave him one shot of cortisol and he woke up like Rip Van Winkle».) |

- У 10 серії 3 сезону американського телесеріалу «Межа» агент ФБР Олівія Данем у розмові з Пітером Бішопом промовляє фразу: «Знаєш, я почуваюся Ріпом ван Вінклем».
- Ім'ям Ріпа ван Вінкля названий міст через Гудзон[en] у штаті Нью-Йорк.
- У серіалі «Зона сутінків» (1959-64рр.) 24 серія 2-го сезону зветься «Скачок Ріпа ван Вінкля» (варіант перекладу — «Коли сплячі прокидаються»).
- У романі Роберта Пенна Воррена «Усе королівське військо» оповідач міркує про сон:

|  | «Що ж, тепер я міг повернутися до сну. В усякому разі, поки не скінчаться гроші. Я міг стати Ріпом Ван Вінклем. Тільки, на мій погляд, про нього розповіли неправду. Ви засинаєте на довгий час, а коли прокидаєтесь, виявляється, що все на світі лишилось по-старому. Хоч би скільки ви проспите, ніщо не змінюється». |

- У науково-фантастичному романі «Спін» Роберта Чарльза Вілсона Керол, мати одного з головних героїв, що багато літ пиячила, в рідкісний момент тверезості мовить своєму синові Джейсону:

|  | «Я як Ріп ван Вінкль. Задовго проспала. І світ, у якому я прокинулась, мені не подобається». «Ми всі Ріпи ван Вінклі, — утішав її Джейсон. — Усім нам час прокинутися». |